# LaC TV
LaC TV és un canal de televisió regional privat amb seu a la ciutat de Vibo Valentia a la regió de Calàbria Itàlia. El canal de televisió "Rete Kalabria" comença transmissió per televisió en 1987. El seu primer líder va ser Franco Iannuzzi. El 20 octubre 2014 ella va prendre oficialment el seu nom actual de la C i 15 de novembre de 2014 se convertir en la primera cadena privada de Calàbria que va fer la seva emissió en alta definició (HD).